# Хальхан
Хальхан (дари خل خان) — кишлак на северо-востоке Афганистана, в вилаяте (провинции) Бадахшан. Входит в состав района Зебак.

## Географическое положение
Хальхан расположен на юго-востоке Бадахшана, в высокогорной местности, в левобережной части долины реки Вардудж, на расстоянии приблизительно 91 километра к юго-востоку от города Файзабада, административного центра вилаята. Абсолютная высота — 2606 метров над уровнем моря. Ближайшие населённые пункты — посёлок Зебак, кишлак Навабад.

## Население
Языком большинства населения Хальхана является дари.

## Экономика
Главной отраслью экономики является сельское хозяйство. Основные культуры, выращиваемые на окрестных полях — пшеница и кукуруза.